# Gottlieb Hering
Gottlieb Hering (ur. 2 czerwca 1887 w Warmbronn, zm. 9 października 1945 w Stetten im Remstal) – niemiecki policjant, SS-Hauptsturmführer, uczestnik akcji T4, komendant obozu zagłady w Bełżcu, zbrodniarz nazistowski.
Był wieloletnim funkcjonariuszem niemieckiej policji kryminalnej i weteranem I wojny światowej. W okresie Republiki Weimarskiej należał do Socjaldemokratycznej Partii Niemiec i aktywnie angażował się w zwalczanie ruchu nazistowskiego. Po dojściu do władzy Adolfa Hitlera uniknął usunięcia z szeregów policji dzięki protekcji Christiana Wirtha. Od tego momentu stał się gorącym zwolennikiem nazizmu. W latach 1939–1940 pełnił służbę w okupowanej Gdyni. Następnie został przydzielony do personelu akcji T4 – tajnego programu eksterminacji osób chorych psychicznie i niepełnosprawnych umysłowo. W sierpniu 1942 roku zastąpił Wirtha na stanowisku komendanta obozu zagłady w Bełżcu. Był znany z bezwzględności wobec więźniów i podwładnych. W okresie jego rządów zgładzono w Bełżcu co najmniej 320 tys. Żydów.
Wiosną 1943 roku, na krótko przed zamknięciem obozu w Bełżcu, objął stanowisko komendanta obozu pracy dla Żydów w Poniatowej. Po jego likwidacji w ramach akcji „Erntefest” został przeniesiony na wybrzeże Adriatyku. Zmarł z przyczyn naturalnych krótko po zakończeniu II wojny światowej.

## Młodość
Urodził się w wiosce Warmbronn nieopodal Stuttgartu, w rodzinie wyznania katolickiego. Edukację zakończył w wieku 14 lat, następnie uczęszczał na dwuletni zawodowy kurs dokształcający (specjalność: rolnictwo). W latach 1907–1909 odbył zasadniczą służbę wojskową w 20. pułku ułanów w Ulm, a po jej zakończeniu zaciągnął się do tej samej jednostki na kolejne trzy lata.
Po przejściu do rezerwy wstąpił w szeregi policji. Jako umundurowany funkcjonariusz Schutzpolizei pełnił służbę w Heilbronn. Uczęszczał także do szkoły policyjnej. W 1914 roku zawarł związek małżeński. W tym samym roku urodziło się jego jedyne dziecko, syn Willy.
W 1915 roku został powołany do armii niemieckiej. Walczył na froncie zachodnim w szeregach 119. pułku grenadierów. Za odwagę okazaną na polu walki został odznaczony m.in. Krzyżem Żelaznym I klasy. Awansowano go także na stopień podoficerski.

## Okres międzywojenny
W grudniu 1918 roku, krótko po zakończeniu I wojny światowej, zatrudnił się w policji w Stuttgarcie. Wbrew obowiązującemu w Republice Weimarskiej prawu, które zakazywało policjantom i urzędnikom członkostwa w partiach politycznych, wstąpił w szeregi Socjaldemokratycznej Partii Niemiec.
Po ukończeniu kursu oficerskiego został awansowany do stopnia komisarza kryminalnego i skierowany do pracy w biurze Kriminalpolizei w Göppingen. Przez pewien czas pracował także w biurze Kripo w Schwenningen. W tym okresie aktywnie uczestniczył w zwalczaniu nazistów – członków NSDAP oraz jej bojówek SA. Z tego powodu przylgnął do niego przydomek Nazifresser („pożeracz nazistów”).
Gdy w styczniu 1933 roku Adolf Hitler przejął władzę w Niemczech, lokalni naziści zażądali usunięcia Heringa z szeregów policji. Wszczęto nawet kilka postępowań sądowych w związku z jego wcześniejszą działalnością antynazistowską. Za Heringiem wstawił się jednak Christian Wirth, wpływowy inspektor policji kryminalnej w Stuttgarcie, związany z ruchem nazistowskim. Od tego momentu Hering stał się dłużnikiem Wirtha i zdeklarowanym zwolennikiem nazizmu. W maju 1933 roku wstąpił do NSDAP.
W 1934 roku Hering stanął na czele biura Kripo w Göppingen. Następnie pełnił służbę w prezydium policji w Stuttgarcie. Sukcesy w pracy śledczej pozwoliły mu w 1937 roku awansować do rangi regionalnego oficera kryminalnego (Kriminalbezirksekretär). W 1939 roku został na krótko ponownie przeniesiony do Schwenningen.

## II wojna światowa

### Służba w okupowanej Polsce i udział w akcji T4
We wrześniu 1939 roku, niedługo po rozpoczęciu niemieckiej okupacji ziem polskich, został służbowo przeniesiony do Gdyni. Służył w tamtejszym prezydium policji, zajmując się m.in. sprawami związanymi z przesiedleniami bałtyckich volksdeutschów.
W połowie 1940 roku (według Roberta Kuwałka – na początku września) został przydzielony do personelu akcji T4, czyli tajnego programu eksterminacji osób chorych psychicznie i niepełnosprawnych umysłowo. Początkowo służył w „centrum eutanazji” na zamku Sonnenstein nieopodal Pirny, gdzie – będąc formalnie „urzędnikiem stanu cywilnego” – zajmował się sporządzaniem fałszywych aktów zgonu. Później służył w ośrodku na zamku Hartheim (jako kierownik biura), a według niektórych źródeł – także w ośrodkach w Bernburgu i Hadamarze. W tym ostatnim, będąc już kapitanem policji, miał odpowiadać za palenie zwłok ofiar.
Stephan Lahnstaedt podaje, że przez krótki czas Hering służył także w placówce Sicherheitsdienst w okupowanej Pradze.

### Bełżec

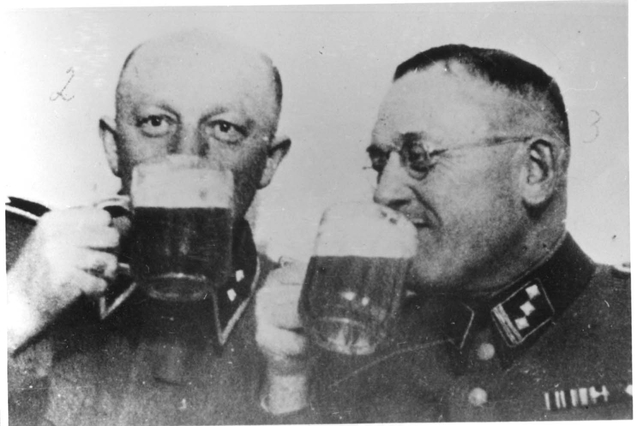
Hering (z prawej) w towarzystwie Heinricha Gleya w czasie wolnym od służby

17 marca 1942 roku, wraz z przybyciem do obozu śmierci w Bełżcu pierwszych transportów z Lublina i Lwowa, rozpoczęła się zagłada ludności żydowskiej w Generalnym Gubernatorstwie, której Niemcy nadali kryptonim akcja „Reinhardt”. Kluczową rolę w akcji eksterminacyjnej odgrywali weterani akcji T4, będący trzonem załóg trzech obozów śmierci, które na potrzeby Einsatz zorganizowano w Generalnym Gubernatorstwie. Twórcą i pierwszym komendantem obozu w Bełżcu był wieloletni przyjaciel Heringa z czasów służby w policji i T4, Christian Wirth.
1 sierpnia 1942 roku Wirth został przeniesiony do Lublina i mianowany inspektorem wszystkich obozów zagłady akcji „Reinhardt”. Na stanowisku komendanta obozu w Bełżcu zastąpił go Hering.
Hering kierował obozem wzorując się na metodach swojego poprzednika. Na okres jego rządów przypadło największe natężenie akcji eksterminacyjnej. Z obliczeń Roberta Kuwałka wynika, że w Bełżcu zamordowano wtedy od 320 tys. do 330 tys. Żydów. „Najbardziej krwawymi miesiącami” okazały się sierpień i wrzesień 1942 roku; Kuwałek szacuje, że zgładzono wtedy około 212–215 tys. ofiar.
Hering osobiście rozkazywał rozstrzelać żydowskich więźniów, których oskarżono o rozmaite wykroczenia przeciw obozowemu regulaminowi. Egzekucje w obozowym „lazarecie” uważał przy tym za „próbę wytrzymałości” i wymagał od wszystkich niemieckich esesmanów, aby rotacyjnie brali w nich udział. Jeden z polskich kolejarzy pracujących na stacji w Bełżcu wspominał, że pewnego razu Hering rozkazał przywiązać Żyda do swojego samochodu, a następnie zmusił go, by biegł za jadącym pojazdem. W tym samym czasie ofiara była atakowana przez psa komendanta.
Rudolf Reder, jedyny więzień, któremu udało się spisać relację z pobytu w Bełżcu, wspominał, że Hering pojawiał się w obozie stosunkowo rzadko. Każdorazowo jego przybycie wywoływało jednak popłoch wśród niemieckich esesmanów oraz strażników z formacji SS-Wachmannschaften. Samego komendanta opisywał natomiast następującymi słowami:

Był to zbir wysoki, barczysty, powyżej czterdziestu lat, o ordynarnym wyrazie twarzy – tak chyba wygląda urodzony bandyta. Było to skończone bydle. Pewnego razu uśmiercająca maszyna popsuła się. Zawiadomiony o tym, przyjechał na koniu, nakazał naprawić maszynę i nie pozwolił wypuścić ludzi z dusznych komór – niech się duszą i konają jeszcze parę godzin. Przykucnął z wściekłości, wrzeszczał i trząsł się cały.

Byli członkowie obozowego personelu również wspominali, że Hering – podobnie jak jego przyjaciel i poprzednik Wirth – znany był z niezwykle surowego, a wręcz brutalnego traktowania podwładnych. Niemieckich esesmanów, którzy mu się narazili, zastraszał, karał uwięzieniem w bunkrze, a nawet bił pejczem po twarzy. Jeszcze bardziej bezwzględny był w stosunku do ukraińskich wachmanów. W okresie jego rządów wykonano kilka egzekucji na strażnikach oskarżonych o próbę buntu, dezercję lub rozmaite przewinienia dyscyplinarne. Między innymi osobiście rozstrzelał dwóch strażników, którzy wyrazili swój sprzeciw wobec tego, co działo się w obozie, a według innej wersji – zostali przyłapani na kradzieży pożydowskiego mienia. Rozkazał przy tym, aby ofiary zostały przed egzekucją ubrane w marynarki z naszytymi gwiazdami Dawida. Obu wachmanów stracono w obecności ich kolegów.
Heinrich Unverhau wspominał:

Obydwaj, Wirth i Hering, byli wyjątkowo złośliwymi ludźmi, których bał się cały personel obozowy.

Na początku października 1942 roku z powodu nieuwagi wachmanów spłonęła stajnia, w której Hering trzymał swoje ulubione konie. W obawie przed konsekwencjami strażnicy winą za pożar obarczyli rzekomych „sabotażystów”. W konsekwencji 4 października Hering osobiście zorganizował akcję pacyfikacyjną, w której trakcie zamordowano ponad 50 Polaków i Ukraińców zamieszkałych w Lubyczy Królewskiej oraz we wsiach Żyłka, Lubycza-Kniazie i Szalenik.
W 1943 roku, w uznaniu zasług położonych w czasie akcji „Reinhardt”, został awansowany do stopnia SS-Hauptsturmführera i inspektora kryminalnego. Przedstawiono go także do odznaczenia Krzyżem Żelaznym.
W połowie grudnia 1942 roku obóz w Bełżcu zaprzestał przyjmowania transportów. Przez następnych kilka miesięcy żydowscy więźniowie systematycznie opróżniali masowe groby, a zwłoki ofiar – często znajdujące się w stanie zaawansowanego rozkładu – znosili na stosy i palili. Hering nadzorował akcję zacierania śladów ludobójstwa. Nieustalonego dnia w 1943 roku, prawdopodobnie po zakończeniu palenia zwłok, lecz jeszcze przed całkowitą likwidacją obozu, opuścił Bełżec.
Podczas śledztwa w sprawie zbrodni popełnionych w Bełżcu, które toczyło się w Niemczech Zachodnich na przełomie lat 50. i 60., byli członkowie obozowego personelu kładli w swych zeznaniach duży nacisk na brutalność Heringa oraz jego poprzednika Wirtha. Utrzymywali, że zaprowadzili oni w Bełżcu rządy terroru, w obliczu których jakikolwiek sprzeciw był niemożliwy, gdyż wiązałby się z narażeniem życia. Owa strategia obrony okazała się skuteczna. W styczniu 1964 roku sąd krajowy w Monachium umorzył postępowanie przeciwko siedmiu z ośmiu oskarżonych w procesie załogi Bełżca, uznając, że podczas służby w obozie działali oni w subiektywnym poczuciu przymusu.

### Dalsze losy
Zakończywszy służbę w Bełżcu, Hering objął stanowisko komendanta obozu pracy dla Żydów w Poniatowej. Ze względu na swe okrucieństwo szybko stał się największym postrachem więźniów. Pod byle pretekstem skazywał Żydów na śmierć lub osobiście ich mordował. Estera Rubinsztejn, ocalała więźniarka Poniatowej, wspominała, że komendant miał w zwyczaju nieoczekiwanie wjeżdżać konno na pole obozowe; towarzyszył mu wtedy specjalnie ubrany czternastoletni żydowski chłopiec, który jechał na ośle. W czasie takich eskapad Hering strzelał do przypadkowych więźniów lub tratował ich koniem. Miał również doprowadzić do skazania na śmierć sanitariusza SS nazwiskiem Backhaus, który utrzymywał niedozwolone stosunki seksualne z żydowską więźniarką. 4 listopada 1943 roku wszystkich więźniów Poniatowej rozstrzelano w ramach akcji „Erntefest”. Po zakończeniu masakry Hering nadzorował spalenie zwłok ofiar.
Według Chrisa Webba w listopadzie 1943 roku Hering pełnił funkcję tymczasowego komendanta obozu zagłady w Sobiborze i nadzorował jego likwidację.
Później, podobnie jak większość weteranów akcji „Reinhardt”, został przeniesiony do Einsatz R operującej na wybrzeżu Adriatyku. Zadaniem tej jednostki była likwidacja miejscowych Żydów oraz walka z jugosłowiańską i włoską partyzantką. Hering dowodził centralną placówką Einsatz R w Trieście.
W 1945 roku poślubił swą drugą żonę, Helenę Riegraf, którą poznał w czasie służby w Hadamarze. 9 października tegoż roku zmarł z przyczyn naturalnych w szpitalu w Stetten im Remstal.